# Gentianella hirculus
Gentianella hirculus är en gentianaväxtart som först beskrevs av August Heinrich Rudolf Grisebach, och fick sitt nu gällande namn av Fabris. Gentianella hirculus ingår i släktet gentianellor, och familjen gentianaväxter. Inga underarter finns listade i Catalogue of Life.